# ماکسیم اوریانوف
ماکسیم اوریانوف (اوکراینی: Максим Анатолійович Авер'янов؛ زادهٔ ۲۲ ژوئیهٔ ۱۹۹۷) بازیکن فوتبال اهل اوکراین است.
از باشگاه‌هایی که در آن بازی کرده‌است می‌توان به باشگاه فوتبال متالیست خارکوف اشاره کرد.